# Mikroregion Itapemirim

Mikroregion Itapemirim

Mikroregion Itapemirim – mikroregion w brazylijskim stanie Espírito Santo należący do mezoregionu Sul Espírito-Santense. Ma powierzchnię 1.279,1 km²

## Gminy
- Itapemirim
- Marataízes
- Presidente Kennedy